# Katastrofa lotu Philippine Airlines 143
Katastrofa lotu Philippine Airlines 143 – wypadek lotniczy samolotu Boeing 737-3Y0, należącego do linii lotniczych Philippine Airlines, do którego doszło 11 maja 1990 w Manili na Filipinach. W wyniku eksplozji śmierć poniosło 8 osób, a 82 odniosły obrażenia. To pierwszy wypadek, w którym został zniszczony Boeing 737-300. 

## Wypadek
Podczas gdy Boeing 737-300 był zaparkowany w Manili temperatura powietrza była wysoka i wynosiła około 35°C. Zespoły klimatyzacji, umieszczone pod zbiornikiem paliwa środkowego skrzydła 737, pracowały na ziemi przed wypchnięciem (około 30 do 45 minut). Zbiornik paliwa środkowego skrzydła, który nie był napełniany od dwóch miesięcy, prawdopodobnie zawierał opary paliwa. Krótko po ruszeniu potężna eksplozja w środkowym zbiorniku paliwa gwałtownie wyrzuciła podłogę kabiny do góry. Zbiorniki w skrzydłach pękły, w wyniku czego samolot stanął w płomieniach.

## Dochodzenie
Opary zapaliły się prawdopodobnie na skutek uszkodzonego okablowania, gdyż nie znaleziono bomby, urządzenia zapalającego ani detonatora.
NTSB ustaliła później, że te same przyczyny spowodowały katastrofę na Long Island, w której zginęło 230 osób oraz katastrofę na lotnisku w Bangkoku, w której zginęła 1 osoba, a 6 zostało rannych.
FAA nie nakazywała żadnych zmian zapobiegających zapłonowi zbiornika centropłata na pokładach samolotów aż do lipca 2008 r., po czym FAA zażądała, aby wszystkie samoloty pasażerskie zbudowane po 1991 r. musiały wdrożyć lub zainstalować technologię zapobiegawczą, aby uniknąć zapłonu zbiornika centropłata w przyszłości, przy czym termin wyznaczono na rok 2010. Zalecono również obowiązek wyposażenia wszystkich statków powietrznych budowanych w przyszłości w to samo wyposażenie.